# ليندا واتكينز
ليندا واتكينز (بالإنجليزية: Linda Watkins)‏ هي ممثلة أمريكية، ولدت في 23 مايو 1908 في بوسطن في الولايات المتحدة، وتوفيت في 31 أكتوبر 1976 في لوس أنجلوس في الولايات المتحدة بسبب مرض.

## وصلات خارجية
- ليندا واتكينز على موقع IMDb (الإنجليزية)
- ليندا واتكينز على موقع قاعدة بيانات برودواي على الإنترنت (الإنجليزية)
- ليندا واتكينز على موقع قاعدة بيانات الفيلم (الإنجليزية)